# Giuseppe Ferrara
Pour les articles homonymes, voir Ferrara.
Giuseppe Ferrara est un réalisateur, scénariste, producteur de cinéma et écrivain italien, né le 15 juillet 1932 à Castelfiorentino dans la province de Florence en Toscane et mort le 25 juin 2016, à Rome (Latium).

## Filmographie

### Longs métrages de fiction
- 1969 : Les Incorruptibles défient la mafia (Il sasso in bocca)
- 1980 : Panagulis vive (it) (feuilleton TV)
- 1984 : Cent Jours à Palerme (Cento giorni a Palermo)
- 1986 : L'Affaire Aldo Moro (Il caso Moro)
- 1992 : Narcos
- 1993 : Giovanni Falcone
- 1995 : Secret d'État (Segreto di stato)
- 2001 : Donne di mafia (it) (TV)
- 2002 : I banchieri di Dio
- 2007 : Guido che sfidò le Brigate Rosse

### Courts métrages et documentaires
- 1960 : Bambini nell'acquedotto (it) (court-métrage)
- 1961 : Inchiesta a Perdasdefogu (it) (court-métrage)
- 1962 : Brigata partigiana (court-métrage)
- 1963 : I misteri di Roma (documentaire)
- 1973 : Una città malata (it) (documentaire)
- 1973 : La città del malessere (it) (documentaire)
- 1975 : Face d'espion CIA (Faccia di spia) (documentaire)
- 1988 : Contra-diction: il caso Nicaragua (documentaire)